# レベッカ・サンダース
レベッカ・サンダース（Rebecca Saunders、1967年12月19日 - ）は、イギリス出身の現代音楽の作曲家。ロンドン生まれ。

## 略歴
最終的にはナイジェル・オズボーンに師事してエジンバラ大学で博士号を得たが、DAADの奨学金を得て1991年から1994年までヴォルフガング・リームに師事したことが決定的な影響を与えている。現在はカーゲル国際作曲コンクールやImpulsほかの国際審査員の常連であり、ダルムシュタット夏季現代音楽講習会でも講師に選ばれて作品発表を行っている。近年はハダースフィールド国際現代音楽祭やBBCプロムスにも活躍の場を広げている。サンダースのピアノ独奏作品は第59回ブゾーニ国際ピアノコンクールの課題曲に選ばれた。
2019年、エルンスト・フォン・ジーメンス音楽賞を女性の現代音楽の作曲家として初受賞。

## 作風
NHK-FMでも放送されたことがあるヴァイオリンとトロンボーンとアンサンブルと11のオルゴールのための「Cinnabar」では電子オルガンとピアノのトーン・クラスターを含む騒音の渦から、二人のソリストが全く旋律的ではなく聞きづらい辛口の音色で攻め、不意に沈黙で遮られるかと思うと曲尾はオルゴールが11台も同時に発音されカタルシスを得られる。器楽奏者とサウンドオブジェのための「Chroma」では63個ものオルゴールが使われている。これらの曲から、師匠のリームの影響は十分すぎるほど明らかではあるが、特殊奏法に全力を注ぐ点はリームとは異なる。コントラバスとアンサンブルのための「fury II」など、通常のハーモニーが得られずまた聞きづらい編成を特に好み、ダルムシュタットからの直系の前衛音楽であることは全く放棄していない。このため、どの楽器も特殊奏法のオンパレードで楽譜を開くとすぐインストラクションの洪水であり、ほとんど通常の奏法抜きで進むシーンも多い。テンポは一定のままにしてあることから、メトリック関係はさほど複雑にならないので演奏が特に困難ということにもならないが、Fの存在するページか沈黙かのどちらかでしかないので、耳にはかなり痛く聞こえる。
ユニゾンをほとんど用いないため、全体的にはどのセクションでも細身の響きだがかなり硬い。二台のピアノのための「Choler」やピアノのための「Crimson」はトーン・クラスターの洪水である。2010年代のヴァイオリンとオーケストラのための「Still」からは全楽器の沈黙は影を潜め、PPPに落ち着くシーンもあるが、ソロパートはFFを手放さない。旋律的な瞬間も弦楽四重奏のための「Fletch」ですら、ほとんどない。
楽譜は定量記譜法の範囲内で逸脱なくシビアに書かれるため、ヘルムート・ラッヘンマンの騒音の使用法に似るシーンがあるものの、全体としては等拍パルスを含み、緩慢な時間で進むことが多い。特殊奏法やダルムシュタット学閥を一切受け入れることのなかったイギリスを脱出してドイツ語圏で市民権を得た彼女の創作姿勢は、同じくフランスを脱出したマーク・アンドレのように「外国人によるラッヘンマンのフォロワー」と呼ばれることが多い。ただし、彼女はラッヘンマンと異なり三和音やオクターブの異化は一切狙っておらず、ラッヘンマンよりもアコーディオンの騒音を派手に好むため常に音色感は厳しい。また、騒音のまま静止する瞬間をどの編成であろうと偏愛しており、「Insideout」は全100分の生演奏のためのインスタレーションである。
全作品はペータース社から出版されている。ディスクはKAIROS、AEON、COL LEGNO、WERGOなどイギリス以外のレーベルから発売されている。現在はベルリン在住で、ハノーファー音楽大学の教授である。ISSUUでいくつかの作品の楽譜が閲覧できる。

## 受賞歴
- ブゾーニ賞
- ジーメンス若手作曲家奨励賞
- BMV Musica Viva作曲賞
- ヒンデミット賞
- GEMA音楽賞 (2010器楽作品作曲賞)[6]
- ロイヤル・フィルハーモニック作曲賞 (2008&2012)
- ベルリン芸術アカデミー会員 (2009)
- イギリス音楽作曲賞ノミネート (2012＆2013）

## 主要作品
- Behind the Velvet Curtain (1991–92), for trumpet, harp, piano and cello
- Molly's Song 3—shades of crimson (1995), for alto flute, viola, steel-stringed guitar, four radios and music box
- Duo (1996), for violin and piano
- Into the Blue (1996), for clarinet, bassoon, cello, double bass, piano and percussion
- dichroic seventeen (1996), for piano, two percussionists, two double basses, accordion and electric guitar
- QUARTET (1998), for piano, B-flat clarinet/bass clarinet, double bass and accordion
- cinnabar (1999), for violin, trumpet and ensemble
- albescere (2001), for twelve instruments and five voices
- vermilion (2003), for clarinet, electric guitar and cello
- insideout (2003), music for the choreographic installation by Sasha Waltz
- blaauw (2004), for double-bell trumpet
- Choler (2004), for piano duo
- Miniata (2004), for accordion, piano, choir and orchestra
- rubricare (2005), for strings and organ
- Blue and Gray (2005), for two double basses
- Stirrings Still (2007), for alto flute, oboe, clarinet, piano and bowed crotales
- chroma IX (2003–08), for chamber groups in several spaces
- traces (2006–09), for orchestra
- Ire (2012), Concerto for Violoncello, Strings and Percussion
- Fletch (2012), for string quartet
- Shadow (2013), for piano
- Void (2013–14), for two percussionists and chamber orchestra

## ディスコグラフィ ー
- Kairosから2枚のソロアルバムがある。
- Wergoからソロアルバムがある。
- NEOSのMusica Viva Festival 2008、またDonaueschinger Musiktage 2011に収録されている。
- Col LegnoのDonaueschinger Musiktage 2004に収録されている。